# Clarence Melvin Zener
Clarence Melvin Zener (Indianapolis, 1 de desembre de 1905 - Pittsburgh, 15 de juliol de 1993), va ser un físic nord-americà que va descobrir l'efecte que porta el seu nom als díodes semiconductors. Amb amplis coneixements de matemàtiques, va escriure sobre una gran varietat de matèries, entre elles sobre superconductivitat i sobre metal·lúrgia, entre d'altres. Després de doctorar-se en Físiques a la Universitat Harvard el 1930, va ensenyar a diverses universitats del país i va treballar durant un breu període a Westinghouse Electric.

## Síntesi biogràfica
Cursà estudis de física a la universitat Stanford, on es graduà el 1926. El 1929 obtén un doctorat (Ph.D.) a la Universitat Harvard i amplia estudis a la universitat de Leipzig.
El 1934 publica un article sobre la ruptura de les propietats aïllants de certs materials.
A principis de la dècada de 1950, després de la invenció del transistor i seguint les seves investigacions en materials semiconductors, William B. Shockley i diversos col·legues dels Laboratoris Bell van estudiar el fenomen del corrent invers en les unions p-n, explicant-ho segons la teoria que Zener havia desenvolupat en el seu treball de 1934 sobre l'efecte túnel. L'aplicació pràctica d'aquestes investigacions es materialitzà en un díode semiconductor que Shockley batejà com a díode Zener.
El 1935 va començar la seva carrera docent a la Universitat Washington de Saint Louis, per continuar el 1937 al City College de Nova York i el 1940 a la Universitat Washington State.
Durant la Segona Guerra Mundial realitzà tasques de recerca al Watertown Arsenal (Massachusetts).
En finalitzar aquesta, passà a exercir com a professor a la Universitat de Chicago fins a l'any 1951. Després entra a treballar en Westinghouse Electric Corp Research Laboratories i catorze anys més tard, després de retirar-se d'aquesta companyia, va estar tres anys a la Universitat Texas A&M. El 1968 passà a la Universitat Carnegie Mellon com a professor de física fins al seu definitiu retir.
En aquesta universitat realitza investigacions i va obtenir diverses patents sobre un sistema per a l'obtenció d'electricitat basat en els canvis de temperatura de l'aigua de mar.
Un altre dels camps de recerca en què va destacar va ser el de la fricció interna dels metalls i també va contribuir al desenvolupament de la programació geomètrica per a l'estudi de problemes matemàtics i d'enginyeria, i va publicar més de 100 articles i diversos llibres.
Va morir el 15 de juliol de 1993.

## Descobriment realitzat
- Díode Zener
- Zener Prize

## Premis i reconeixements
Zener va ser elegit membre del National Academy of Science el 1959, i d'entre els premis i medalles que va rebre, cal destacar:
- Bingham Award (Society of Rheology), 1957.
- Wetherill Medal (The Franklin Institute), 1959.
- Von Hippel Award (Materials Research Society), 1982.
- ICIFUAS Prize, 1985.
- Albert Sauveur Achievement Award (American Society for Metals).
- Gold Medal (American Society for Metals).